# Danilo Amerio (album)
Danilo Amerio è il secondo album dell'omonimo cantante italiano, pubblicato dalla Fonit Cetra nel 1994.

## Tracce
1. Quelli come noi
2. Basta
3. Buttami via
4. Lato latino
5. Lettera senza parole
6. Fiore di campo
7. Un amore nuovo
8. Sempre in mezzo ai guai
9. Il gioco del mare
10. Le brave ragazze
11. Senza fiato
12. C'è polvere nel cuore

## Formazione
- Danilo Amerio – voce, cori, chitarra acustica, tastiera
- Paolo Costa – basso
- Lele Melotti – batteria
- Danilo Minotti – chitarra acustica
- Danilo Riccardi – pianoforte
- Naco – percussioni
- Mario Natale – tastiera, cori, pianoforte
- Maurizio Macchioni – chitarra elettrica
- Nico Aloisio – chitarra elettrica
- Rosario Bonaccorso – contrabbasso
- Ermanna Bacciglieri, Stefano De Maco, Lalla Francia, Emanuela Cortesi, Leonardo Abbate, Silvana Poletti, Moreno Ferrara – cori